# Kecamatan Cikeusik
Kecamatan Cikeusik är ett distrikt i Indonesien.   Det ligger i provinsen Banten, i den västra delen av landet, 130 km sydväst om huvudstaden Jakarta.